# Grand Prix automobile de Suisse 1982
Pour les articles homonymes, voir Grand Prix de Suisse.
Le Grand Prix automobile de Suisse 1982 (XVI Grand Prix de l'Automobile Club de Suisse), disputé le 29 août 1982 sur le circuit de Dijon-Prenois en France, est la seizième édition de cette épreuve. Cette course est disputée à l'étranger du fait de l'interdiction des courses sur circuit en Suisse jusqu'en 2007 à cause de l'Accident des 24 Heures du Mans 1955.

## Classement
| Pos. | No | Pilote             | Écurie          | Tours | Temps/Abandon                      | Grille | Points |
| ---- | -- | ------------------ | --------------- | ----- | ---------------------------------- | ------ | ------ |
| 1    | 6  | Keke Rosberg       | Williams-Ford   | 80    | 1 h 32 min 41 s 087 (196,796 km/h) | 8      | 9      |
| 2    | 15 | Alain Prost        | Renault         | 80    | + 4 s 442                          | 1      | 6      |
| 3    | 8  | Niki Lauda         | McLaren-Ford    | 80    | + 1 min 00 s 343                   | 4      | 4      |
| 4    | 1  | Nelson Piquet      | Brabham-BMW     | 79    | + 1 tour                           | 6      | 3      |
| 5    | 2  | Riccardo Patrese   | Brabham-BMW     | 79    | + 1 tour                           | 3      | 2      |
| 6    | 11 | Elio De Angelis    | Lotus-Ford      | 79    | + 1 tour                           | 15     | 1      |
| 7    | 3  | Michele Alboreto   | Tyrrell-Ford    | 79    | + 1 tour                           | 12     |        |
| 8    | 12 | Nigel Mansell      | Lotus-Ford      | 79    | + 1 tour                           | 26     |        |
| 9    | 5  | Derek Daly         | Williams-Ford   | 79    | + 1 tour                           | 7      |        |
| 10   | 22 | Andrea De Cesaris  | Alfa Romeo      | 78    | + 2 tours                          | 5      |        |
| 11   | 4  | Brian Henton       | Tyrrell-Ford    | 78    | + 2 tours                          | 18     |        |
| 12   | 23 | Bruno Giacomelli   | Alfa Romeo      | 78    | + 2 tours                          | 9      |        |
| 13   | 7  | John Watson        | McLaren-Ford    | 77    | + 3 tours                          | 11     |        |
| 14   | 10 | Eliseo Salazar     | ATS-Ford        | 77    | + 3 tours                          | 25     |        |
| 15   | 29 | Marc Surer         | Arrows-Ford     | 76    | + 4 tours                          | 14     |        |
| 16   | 16 | René Arnoux        | Renault         | 75    | Injection                          | 2      |        |
| Abd. | 25 | Eddie Cheever      | Ligier-Matra    | 70    | Tenue de route                     | 16     |        |
| Abd. | 9  | Manfred Winkelhock | ATS-Ford        | 55    | Moteur                             | 20     |        |
| Abd. | 31 | Jean-Pierre Jarier | Osella-Ford     | 44    | Moteur                             | 17     |        |
| Abd. | 26 | Jacques Laffite    | Ligier-Matra    | 33    | Châssis                            | 13     |        |
| Abd. | 36 | Teo Fabi           | Toleman-Hart    | 31    | Surchauffe                         | 23     |        |
| Abd. | 18 | Raul Boesel        | March-Ford      | 31    | Boîte de vitesses                  | 24     |        |
| Abd. | 17 | Rupert Keegan      | March-Ford      | 25    | Sortie de piste                    | 22     |        |
| Abd. | 35 | Derek Warwick      | Toleman-Hart    | 24    | Turbo                              | 21     |        |
| Abd. | 14 | Roberto Guerrero   | Ensign-Ford     | 4     | Moteur                             | 19     |        |
| Np.  | 27 | Patrick Tambay     | Ferrari         |       | Blessure                           | 10     |        |
| Nq.  | 20 | Chico Serra        | Fittipaldi-Ford |       | Non qualifié                       |        |        |
| Nq.  | 33 | Tommy Byrne        | Theodore-Ford   |       | Non qualifié                       |        |        |
| Nq.  | 30 | Mauro Baldi        | Arrows-Ford     |       | Non qualifié                       |        |        |

## Pole position et record du tour
- Pole position : Alain Prost en 1 min 01 s 380 (vitesse moyenne : 222,874 km/h).
- Meilleur tour en course : Alain Prost en 1 min 07 s 477 au 2e tour (vitesse moyenne : 202,736 km/h).

## Tours en tête
- René Arnoux : 1 (1)
- Alain Prost : 77 (2-78)
- Keke Rosberg : 2 (79-80)

## À noter
- 1re victoire pour Keke Rosberg.
- 16e victoire pour Williams en tant que constructeur.
- 151e victoire pour Ford-Cosworth en tant que motoriste.
- 10e podium pour Alain Prost.
- 1re victoire d'un pilote finlandais en championnat du monde de Formule 1.